# 比西
比西（法語：Busy，法語發音：[byzi]）是法国杜省的一个市镇，属于贝桑松区。

## 地理
比西（47°10'4"N, 5°56'52"E）面积5.2 平方千米，位于法国勃艮第-弗朗什-孔泰大區杜省，该省份为法国东部内陆省份，北起上索恩省，西接汝拉省，东部及东南部与瑞士接壤，东北部与贝尔福地区省接壤。
与比西接壤的市镇（或旧市镇、城区）包括：朗斯奈、托赖斯、沃尔日莱潘、舍讷塞-比永。

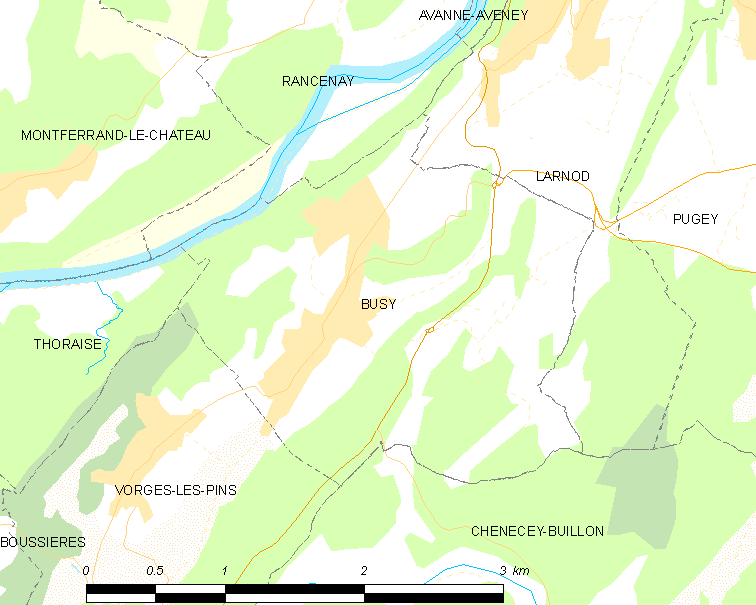
比西的OSM定位图

比西的时区为UTC+01:00、UTC+02:00（夏令时）。

## 行政
比西的邮政编码为25320，INSEE市镇编码为25103。

## 政治
比西所属的省级选区为贝桑松第六县。

## 人口

1962-2008年间比西人口变化图示

比西于2022年1月1日时的人口数量为675人。